# Juillet 1794

## Événements

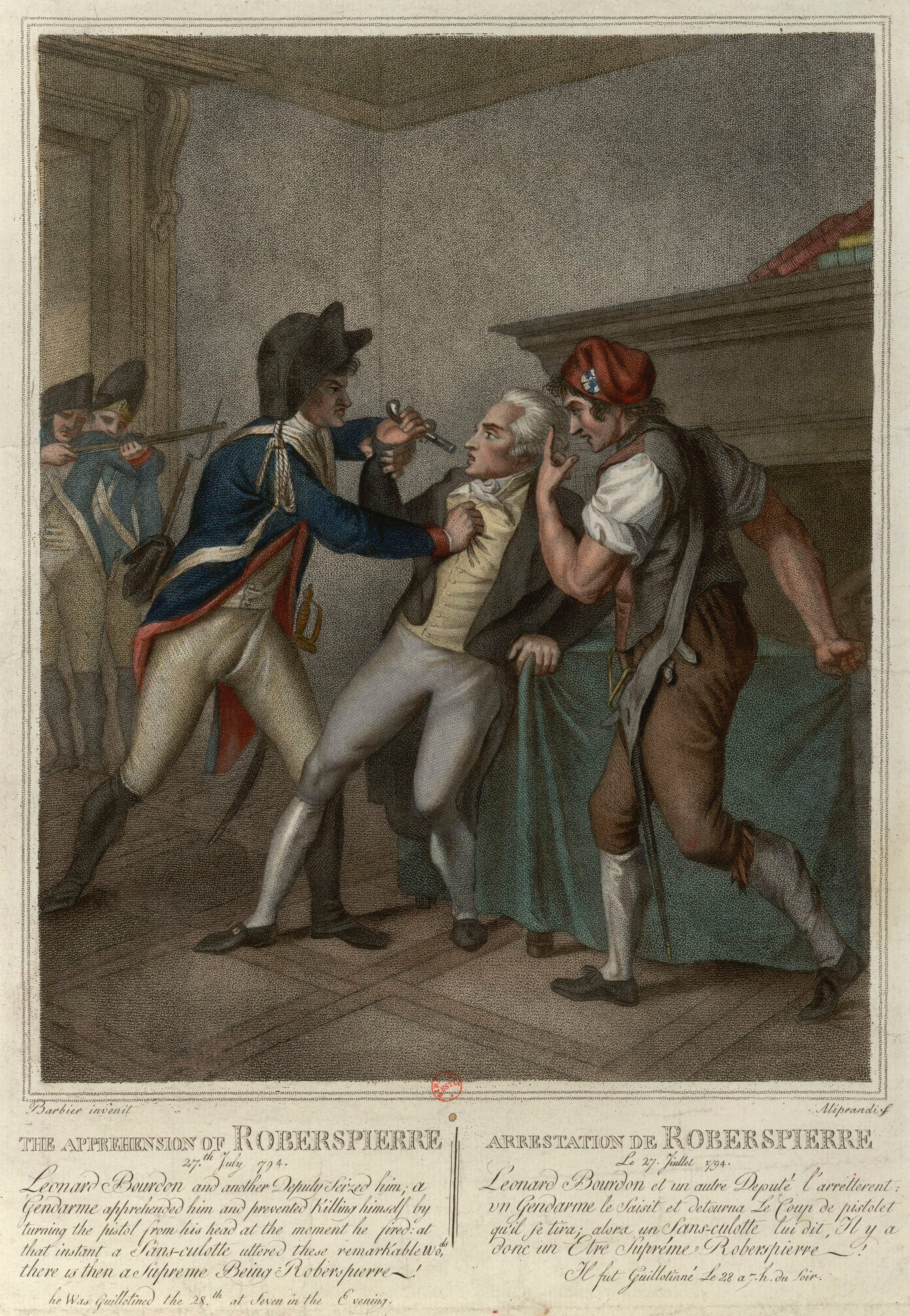
27 juillet : arrestation de Robespierre.

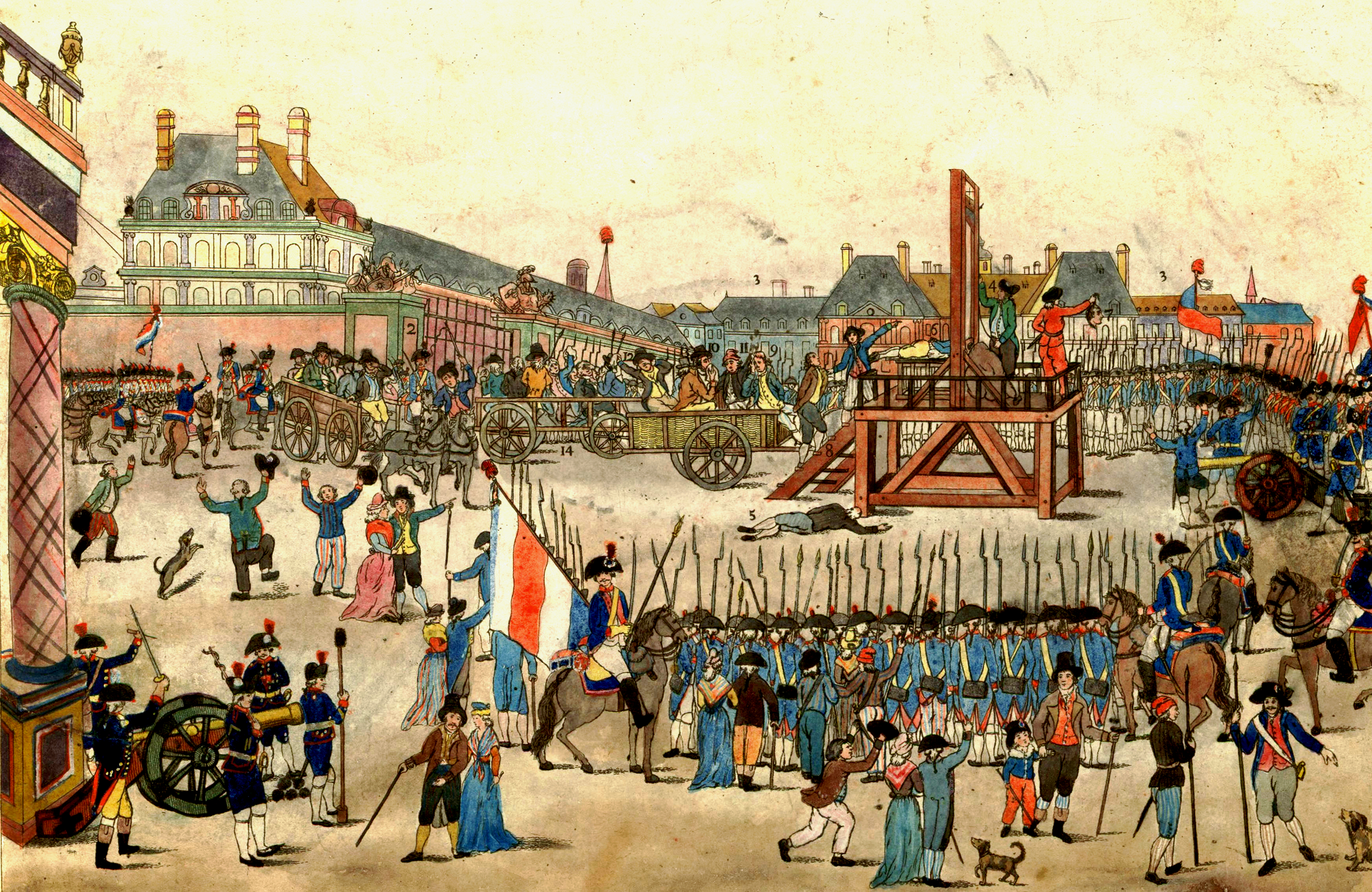
28 juillet : exécution de Maximilien de Robespierre.

- De juillet au 10 août (de messidor au 23 thermidor an II) : siège de Calvi.

- 3 - 23 juillet (15 messidor - 5 thermidor an II), France : Robespierre, malade, n'apparaît plus aux séances du Comité de salut public ni à celle de la Convention.

- 4 juillet (16 messidor an II), France : bataille de Dondon.

- 8 juillet (20 messidor an II), France : deuxième bataille de la Tannerie.

- 10 juillet (22 messidor an II), France : bataille de Chanteloup.

- 12 juillet (24 messidor an II), France :
  - combat du Châtellier ;
  - bataille de La Châtaigneraie.

- 17 juillet (29 messidor an II), France :
  - combat des Basses-Rivières ;
  - bataille de La Chambaudière.

- Nuit du 23 au 24 juillet : découverte d’un complot jacobin à Vienne. Johann Hackel, Andreas von Riedel, Franz Hebenstreit, Heinrich Jeline, Jakob Ignaz Jutz, Ignace Martinovics (hu), Cajetan von Gilowsky sont arrêtés[1].

- 24 juillet (6 thermidor an II), France : combat de Bastan.

- 25 juillet (7 thermidor an II), France : exécution du poète André Chénier.

- 26 juillet (8 thermidor an II), France : Robespierre monte à la tribune de la Convention et expose son programme : maintien de la Terreur, renouvellement du Comité de sûreté générale et subordination totale au Comité de salut public. Il annonce des sanctions contre les « fripons » et dénonce les députés modérés. Il ne nomme personne et tous se sentent menacés. Il n'obtient aucun vote de la Convention. Le soir, il rallie à son programme la majorité du Club des jacobins.

- 27 juillet (9 thermidor an II), France : chute et arrestation de Maximilien de Robespierre ; à la Convention, Robespierre ne peut se faire entendre et la majorité décide de mettre « hors la loi » les robespierristes. La Commune et quelques sections tentent une insurrection pour sauver Robespierre, mais personne ne suit.
  - Début de la Convention thermidorienne (fin le 26 octobre 1795) présidée par Boissy d'Anglas.

- 28 juillet (10 thermidor an II), France : exécution de Maximilien de Robespierre, Louis Saint-Just, Georges Couthon et d'autres robespierristes (22 personnes). C'est le début de la réaction thermidorienne.

- 29 juillet (11 thermidor an II), France : exécution de 71 membres de la Commune de Paris.

- 31 juillet (13 thermidor an II), France : démantèlement de l'appareil de Terreur : les Comités de salut public et de sûreté générale sont replacés sous la règle du renouvellement mensuel des membres, et pour éviter les membres permanents, un député ne peut y être réélu qu'après un délai d'un mois.

## Décès
- 17 juillet (29 messidor an II) :
  - John Roebuck (né en 1718), inventeur, scientifique, philosophe et industriel anglais ;
  - Les 16 carmélites de Compiègne (guillotinées).
- 22 juillet (4 thermidor an II) : la maréchale de Noailles, née Françoise-Charlotte de Cossé-Brissac, grand-mère paternelle d'Adrienne d'Ayen, marquise de La Fayette ; la duchesse d'Ayen, née Henriette d'Aguesseau, mère de Mme de La Fayette ; la vicomtesse de Noailles, sœur aînée de Mme de La Fayette (guillotinées).
- 23 juillet (5 thermidor an II) : Alexandre de Beauharnais (guillotiné).
- 25 juillet (7 thermidor an II) : André Chénier, poète français (guillotiné).
- 28 juillet (10 thermidor an II) :
  - Maximilien de Robespierre, avocat et homme politique français (guillotiné) ;
  - Augustin de Robespierre, son frère cadet, député à la Convention (guillotiné) ;
  - Louis Antoine de Saint-Just, poète et homme politique français (guillotiné) ;
  - Georges Couthon, avocat (guillotiné) ;
  - Philippe-François-Joseph Le Bas, homme politique (suicide) ;
  - Jacques Claude Bernard (guillotiné).
- 30 juillet (12 thermidor an II) : Robert Jean-Jacques Arthur (guillotiné).